# Jugosocythereis vicksburgensis
Jugosocythereis vicksburgensis is een mosselkreeftjessoort uit de familie van de Hemicytheridae. De wetenschappelijke naam van de soort is voor het eerst geldig gepubliceerd in 1936 door Howe & Law.